# Gouvernement Kakar
Shehbaz Sharif I Shehbaz Sharif II

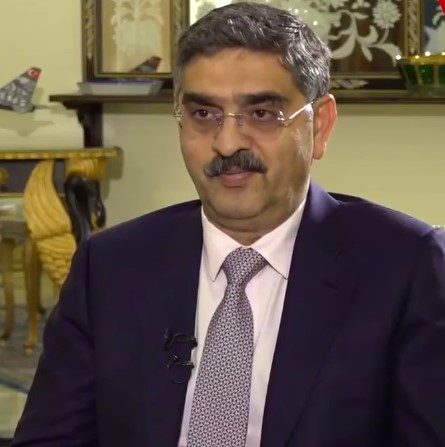
Anwaar ul Haq Kakar en septembre 2023.

Le gouvernement Kakar est le gouvernement du Pakistan depuis le 17 août 2023. Il succède au gouvernement Shehbaz Sharif.

## Historique

### Formation
Le 5 août 2023, le Premier ministre Shehbaz Sharif annonce que l'Assemblée nationale sera dissoute le 9 août et que le scrutin aura lieu sur la base du nouveau recensement. Cette décision reporte le scrutin jusqu'en avril 2024,.
Comme prévu, le président Alvi signe le décret le 9 août. Le 12 août, Anwar ul-Haq Kakar est désigné Premier ministre par intérim après un accord entre le Premier ministre sortant et le chef de l'opposition Raja Riaz Ahmad. Le PPP avait précédemment refusé la candidature d'Ishaq Dar. Il prête serment le 14 août, au lendemain de sa démission de son parti et du Sénat. Le gouvernement est nommé et assermenté le 17 août.
Maqbool Baqar est désigné le 15 août 2023 ministre en chef par un accord entre le ministre en chef et le chef de l'opposition sortants du Sind. L'Assemblée provinciale du Sind a été dissoute le 12 août pour permettre la tenue du scrutin en novembre plutôt qu'en octobre, en même temps que les élections législatives pakistanaises de 2023. Le gouvernement est formé le 19 août,.
Ali Mardan Khan Domki est désigné le 18 août ministre en chef par un accord entre le ministre en chef et le chef de l'opposition sortants du Baloutchistan. L'Assemblée provinciale du Baloutchistan a été dissoute le 13 août pour permettre la tenue du scrutin en novembre plutôt qu'en octobre, en même temps que les élections législatives pakistanaises de 2023. Le gouvernement est formé le 22 août,.
Le 21 août, la commission électorale rappelle aux gouvernements intérimaires de se limiter à expédier les affaires courantes.

## Composition
| Poste | Titulaire | Titulaire                                      | Parti |
| --- | --------- | ---------------------------------------------- | ----- |
| Premier ministre |           | Anwar ul-Haq Kakar                             | Sans  |
| Ministre des Finances et du Revenu Ministre des Statistiques Ministre des Privatisations |           | Shamshad Akhtar                                | Sans  |
| Ministre des Affaires étrangères |           | Jalil Abbas Jilani                             | Sans  |
| Ministre de la Défense |           | Anwar Ali Hyder                                | Sans  |
| Ministre de l'Intérieur Ministre du Contrôle narcotique Ministre de la Diaspora et des Ressources humaines                                                                                    |           | Sarfraz Bugti (jusqu'au 15/12/2023)            | BAP   |
| Ministre du Commerce Ministre de l'Industrie et de la Production Ministre de l'Intérieur (à partir du 24/01/2024) Ministre de la Diaspora et des Ressources humaines (à partir du 30/01/2024) |           | Gohar Ejaz                                     | Sans  |
| Ministre du Droit et de la Justice Ministre du Changement climatique Ministre des Ressources hydrauliques                                                                                     |           | Ahmad Irfan Aslam                              | Sans  |
| Ministre des Droits de l'homme |           | Khalil Francis                                 | Sans  |
| Ministre du Plan et du Développement |           | Sami Saeed                                     | Sans  |
| Ministre des Communications Ministre des Affaires maritimes Ministre des Routes |           | Shahid Ashraf Tarar                            | Sans  |
| Ministre de l'Information |           | Murtaza Solangi                                | Sans  |
| Ministre de l'Énergie Ministre du Pétrole |           | Muhammad Ali                                   | Sans  |
| Ministre de l'Éducation fédérale et de la Formation professionnelle |           | Madad Ali Sindhi                               | Sans  |
| Ministre de la Santé |           | Nadeem Jan                                     | Sans  |
| Ministre des Affaires religieuses et de l'Harmonie inter-religieuse |           | Aneeq Ahmad                                    | Sans  |
| Ministre des Technologies de l'information et de la télécommunication Ministre des Sciences et des Technologies                                                                               |           | Umar Saif                                      | Sans  |
| Ministre de la Culture |           | Jamal Shah                                     | Sans  |
| Ministre de la Sécurité alimentaire nationale et de la Recherche |           | Kauser Abdullah Malik (à partir du 11/09/2023) | Sans  |
| Ministre des Privatisations |           | Fawad Hasan Fawad (à partir du 16/09/2023)     | PML−N |
| Conseiller à l'Aviation |           | Farhat Hussain Khan                            | Sans  |
| Conseiller à l'Establishment |           | Ahad Cheema                                    | PML−N |
| Conseiller aux Finances |           | Waqar Masood Khan                              | Sans  |